# Liocrobyla saturata
Liocrobyla saturata är en fjärilsart som beskrevs av Bradley 1961. Liocrobyla saturata ingår i släktet Liocrobyla och familjen styltmalar. Inga underarter finns listade i Catalogue of Life.